# Tnúthgal mac Donngaile
Tnúthgal mac Donngaile (ou Tnúthgal mac Donngusa) (mort en 820) est un  roi de  Munster supposé issu des Eóganacht Chaisil une lignée des Eóganachta. Il est un descendant à la 5e génération de Colgú mac Faílbe Flaind (mort en 678), un précédent souverain.
Tnúthgal apparait dans quelques listes de rois mais cela semble suspect. Il n'est pas mentionné par les chroniques d'Irlande et la date de son décès en 820 a été extrapolé de celle de l'accession au trône de  Feidlimid mac Crimthain (mort en 847) cette année là. Une confusion entre lui et son prédécesseur Tnúthgal mac Artrach (mort vers 807) est possible. Ses petits-fils Áilgenán mac Donngaile (mort en 853) et Máel Gualae mac Donngaile(mort en 859) furent également rois de Munster.

## Sources
- (en) Francis John Byrne, Irish Kings and High-Kings, Dublin: Four Courts Press (2001),  (ISBN 978-1-85182-196-9)